# Lee Ryan (album)
Lee Ryan est le premier album solo de Lee Ryan.